# Тан-Те-Кинич
Тан-Те-Кинич — последний известный правитель Южного Мутульского царства со столицей в Агуатеке.

## Биография
Тан-Те-Кинич родился 22 января 748 года, он был сыном царя Агуатеки Учан-Кан-Балама. Также он являлся представителем боковой линии династии царей Южного Мутуля.
Он является преемником Кавиль-Чан-Кинича, воцарившись в 770 году.
Стела 19 из Агуатеки описывает битву, в которой он участвовал. На ней же упоминается его отец.
В 802 году Тан-Те-Кинич присутствовал на церемонии, проведённой Лачан-Кавиль-Ахав-Ботом в Ла-Амелии.